# Ernst Thomke
Ernst Thomke (* 21. April 1939 in Biel, Schweiz) ist ein Schweizer Industriemanager.

## Ausbildung
Thomke wurde als Sohn eines Arztes im Kanton Bern geboren. Er absolvierte eine Ausbildung zum Mechaniker beim 1856 gegründeten Uhrwerkhersteller ETA im solothurnischen Grenchen und studierte 1961–1967 Naturwissenschaften mit Hauptfach Chemie in Bern und Lausanne. Anschliessend durchlief er berufsbegleitend das Medizinstudium in Bern und promovierte dort 1975. Zuletzt folgten Lehrgänge in Management und Marketing am Europäischen Institut für Unternehmensführung (INSEAD) in Fontainebleau.

## Beecham
Er arbeitete 1970 bis 1977 für in der Schweiz ansässige Forschungslabors des britischen Pharmakonzerns Beecham, für den er zeitweise in der klinischen Antibiotikaforschung tätig war. Teils wirkte er auch am pharmakologischen Institut im schwedischen Göteborg. Allmählich verlegte er sich stärker auf betriebswirtschaftliche Aufgaben und wurde Marketingleiter und zuletzt regionaler Marketingdirektor in der Europa-Division.

## ETA SA & Ebauches SA
1978 kehrte Thomke in die Uhrenindustrie zurück. In der Folge gestaltete er die angesichts des damals ruinösen Wettbewerbs im Massengeschäft mit den attraktiveren japanischen Quarzuhren notwendig erscheinende Konzentration in der eidgenössischen Uhrenbranche massgeblich mit. So wurde er 1978 Generaldirektor der ETA SA, die damals mit dem Hersteller A. Schild SA (AS) fusionierte.
Die neue ETA mit rund 2200 Mitarbeitern stellte in der Folge weitere Innovationen und Verbesserungen in der Quarztechnologie vor und ersetzte die bis dahin vorherrschende Handwerksproduktion durch Automatisierung. Zudem vereinte Thomke mit den anderen Herstellern im schon länger bestehenden Firmenverbund Ebauches SA die Verwaltungs- und Produktionsbereiche der einzelnen Firmen weitgehend.
1982 übernahm er als Verwaltungsratsdelegierter die Führung der Ebauches SA und wurde zudem Verwaltungsrat der ASUAG, des Mutterkonzerns der ETA. Unter Beratung der Hayek Engineering SA des Unternehmers Nicolas Hayek verschmolzen die Uhrenkonzerne ASUAG und SSIH 1983/1984 zur Société Suisse de Microélectronique et d’Horlogerie SA (SMH), der nachmaligen Swatch Group.

## Swatch
Elmar Mock ist mit Jacques Mueller, Miterfinder des Konzeptes SWATCH-Uhr unter der Leitung von Ernst Thomke in den frühen 1980er Jahren. Mit am meisten zur Wiederbelebung der Schweizer Uhrenindustrie trug die erstmals 1983 vorgestellte Modeuhrenreihe der Marke "Swatch" bei. Im Jahr 1992 wurde die hundertmillionste Swatch-Uhr produziert. Bis 2018 wurden weltweit mehr als 700 Millionen SWATCH-Uhren verkauft.

## SMH
Thomke stand der SMH 1984 bis 1991 als Generaldirektor vor. Ansehen erwarb sich die SMH, die sämtliche früheren Ebauches-Firmen in ihrer Tochter ETA bündelte, auch mit dem wiedergewonnenen Prestige der exklusiven Marken ("Omega", "Longines", "Tissot"). Hinzu kam in der Sparte Mikroelektronik die Fertigung integrierter Schaltungen und Chips. 1989 setzte SMH 2,1 Mrd. CHF um.
Thomke schied 1991 aus. Damals war Nicolas Hayek als Verwaltungsratschef schon bestimmende Kraft der SMH geworden.

## Sanierer
In der Folge festigte Thomke wie bisher in der Uhrenbranche seinen Ruf als erfolgreicher Sanierer, wobei er jeweils mehrere Aufgaben gleichzeitig übernahm.

### Motor Columbus
So erneuerte er 1992 bis 1995 als Verwaltungsratsdelegierter den sehr verschachtelten Mischkonzern Motor-Columbus im Auftrag des Hauptaktionärs, der damaligen Schweizerischen Bankgesellschaft. Dabei richtete er die Columbus wieder auf das angestammte und profitable Energiegeschäft in der ATEL aus.

### Oerlikon-Bührle
Bis 1997 wirkte er zudem für die Oerlikon-Bührle Holding (OBH). Dabei leitete er 1991–1997 die Pilatus Flugzeugwerke AG in Stans als Verwaltungsratspräsident und Generaldirektor. In gleichen Funktionen leitete er gleichzeitig ab 1995 beim wirtschaftlich unrentablen Schuhhersteller und Modeanbieter Bally International AG einen Rationalisierungskurs insbesondere in der Logistik ein. Seine Pläne, Bally zur weiteren Liquiditätssicherung an die Börse zu führen, lehnte die OBH ab, weshalb sich Thomke 1997 ganz aus deren Firmen zurückzog. 1999 veräusserte OBH die Bally.

### Saurer AG
Schon 1995 hatte er als Verwaltungsratschef die Führung der kriselnden Saurer AG in Arbon übernommen und war hierfür von deren Hauptaktionär ausgeschieden, der BB Industrie Holding AG (22 %). Den 1853 gegründeten und auf Textilmaschinen sowie Antriebstechnik spezialisierten Saurer-Konzern hatte der bisherige Hauptaktionär Tito Tettamanti um den von Überkapazitäten gezeichneten Textilmaschinenhersteller Schlafhorst und den Antriebstechniker Ghidella erweitert. Thomke konsolidierte Saurer bis 1996 als Konzernchef und leitete dann bis 1999 den Verwaltungsrat. Er förderte die Transparenz im Konzern, flexibilisierte die Arbeitszeiten, baute Stellen ab und verbesserte das Rechnungswesen. 1996 kehrte Saurer, zu deren Umsatz von damals 1,7 Mrd. CHF die deutlich gestraffte Schlafhorst über die Hälfte beitrug, in die Gewinnzone zurück.

## Beteiligungen

### Biotech AG
In der Folge übernahm Thomke weitere Aufsichtsratsmandate und wirkte eher im Hintergrund des Schweizer Wirtschaftslebens. Dabei wandte er sich wieder dem medizinischen Sektor zu und erstand Anteile an der Beteiligungsgesellschaft BB Biotech, einem Förderer innovativer Medikamentenentwickler.

### Métaux Précieux SA Métalor
Auch dem Uhrensektor widmete Thomke wieder verstärkte Aufmerksamkeit. So wurde er etwa grösster Einzelaktionär der Métaux Précieux Metalor, des grössten Schweizer Herstellers von Uhrengoldgehäusen.

### British Masters
Schon 1995 gehörte er zu den Mitgründern und Mehrheitseignern (25 %) der exklusiven Uhrenfirma British Masters.

## Auszeichnungen
- Ehrendoktor ETH Lausanne (1990)
- Prix Gaïa des Internationalen Uhrenmuseums (2013)

## Mitgliedschaften
Ämter u. a.: Verwaltungsratspräsident (BB Biotech AG, seit 1993; Métaux Précieux SA Metalor, seit 1998; BB Medtech AG, seit 2000; Nobel Biocare, seit 2001); Stiftungsrat, Institut für experimentelle Krebsforschung (seit 1995)

## Privates
Thomke ist verheiratet und hat drei Kinder. In Südfrankreich betreibt er einen umgebauten Bauernhof. Skifahren, Segeln und Tennis sind seine Hobbys. Laut Bilanz baut mit seinem Gut Vins des Chevaliers im Wallis Wein an.